# Albert Theile

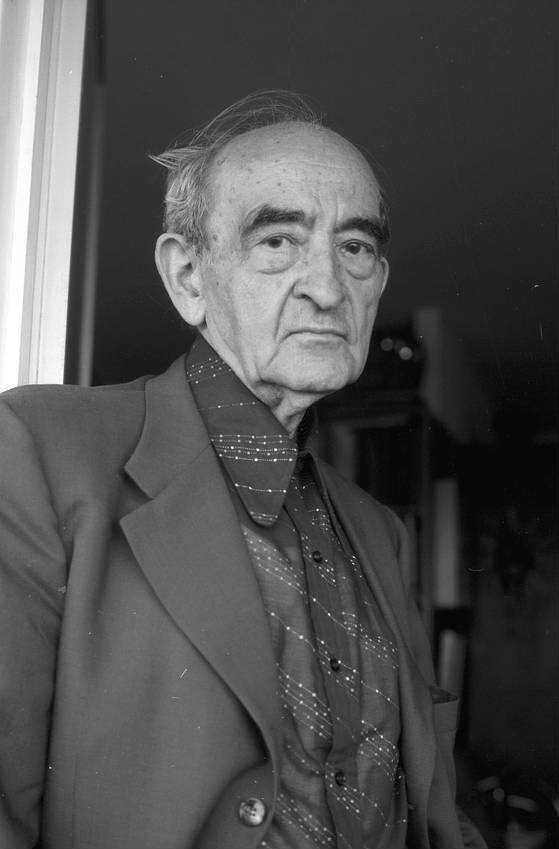
Albert Theile (1979)

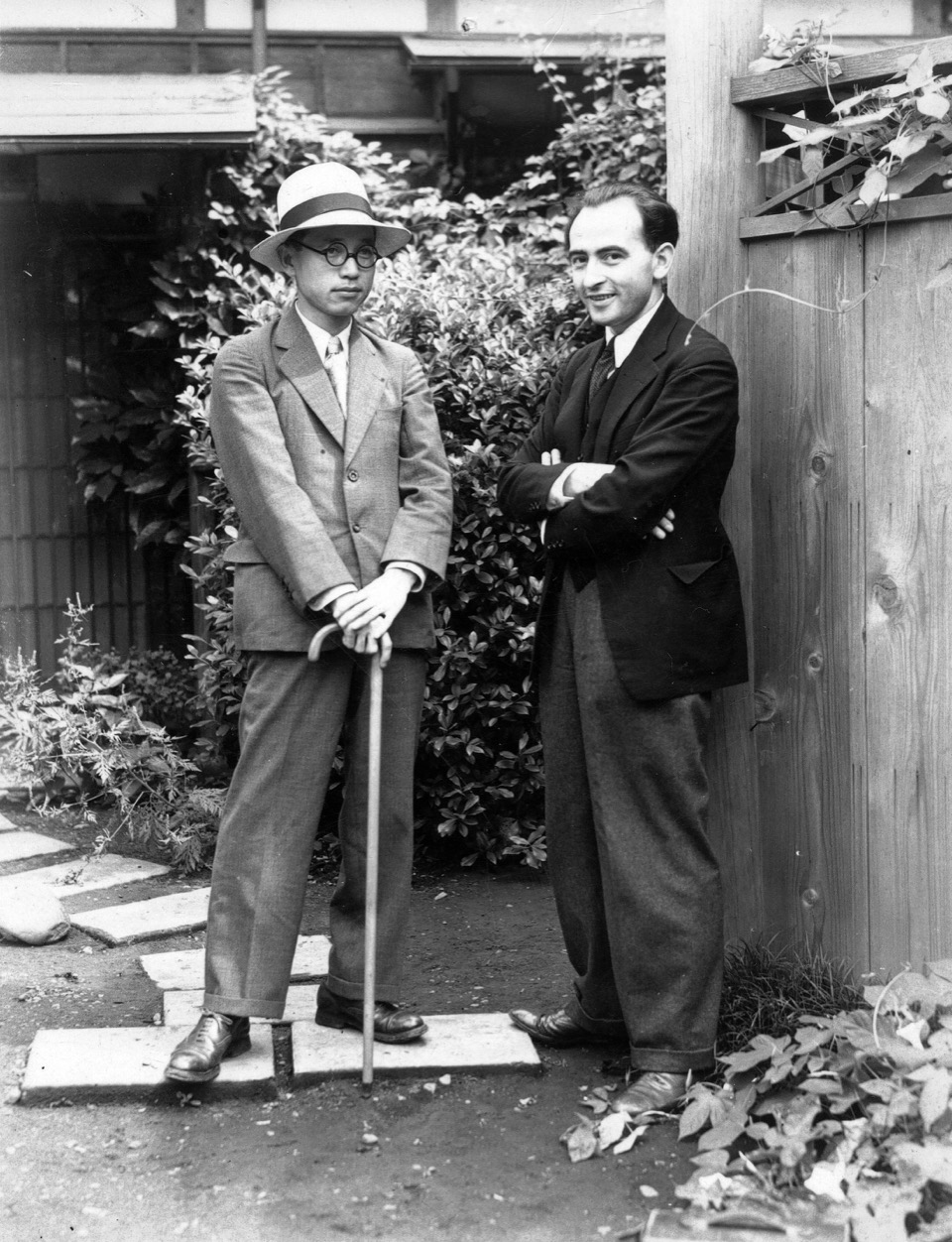
Albert Theile und Toshihiko Katayama in Japan, 1940

Albert Theile (* 3. Juli 1904 in Hörde; † 14. März 1986 in Bern) war ein deutscher Kunsthistoriker, Schriftsteller, Publizist, Übersetzer und Journalist; u. a. war er von 1943 bis 1946 Mitherausgeber der Exilzeitschrift Deutsche Blätter, 1958 Mitbegründer der Kulturzeitschrift Humboldt und von 1963 bis 1982 Chefredakteur der Zeitschrift Fikrun wa Fann (= Gedanken und Kunst), die er gemeinsam mit der Islamwissenschaftlerin Annemarie Schimmel verantwortete.

## Leben

### Herkunft, Ausbildung und erste Berufserfahrung
Albert Theile wurde in Hörde, heute ein Stadtteil von Dortmund geboren, war Sohn des Gelbgießers und Ingenieurs Albert Theile und dessen Ehefrau Wilhelmine geborene Stein. Er unternahm schon in seiner Jugend Auslandsreisen, unter anderem nach Ägypten, um dem streng patriarchalischen Elternhaus zu entfliehen und weil ihn der Orient anzog. Nach der Schulzeit arbeitete Theile als Bergarbeiter und Imker, holte dann aber das Abitur nach und studierte zunächst in Münster, dann in München und Berlin Zeitungswissenschaften. Von 1926 bis 1927 sammelte er als freier Redakteur in Paris erste journalistische Erfahrungen.

### Die ZeitschriftDie Böttcherstraße
1928 übernahm Albert Theile als Mitbegründer die Redaktionsleitung der internationalen Zeitschrift Die Böttcherstraße, deren Themen vor allem Kultur, Literatur, Kunst, Musik und internationale Politik waren. Den Titel erhielt die Zeitschrift nach der gleichnamigen Straße in der Bremer Altstadt, die in den 1920er Jahren, vom Verfall bedroht, durch den Kunstmäzen und Gründer von Kaffee HAG, Ludwig Roselius, instand gesetzt und neu gestaltet wurde. Mit den Arbeiten hatte Roselius Bernhard Hoetger beauftragt, einen ebenfalls aus Dortmund-Hörde stammenden Bildhauer und Architekten. Durch Hoetger hatte Albert Theile Roselius kennengelernt, und gemeinsam verwirklichten sie die Idee der Zeitschrift. Die Böttcherstraße erschien zwischen Mai 1928 und Juli 1930 in 14 Ausgaben und einer Auflage von jeweils 10.000 Stück.

### Emigration und Weltreise
Als Gegner des Nationalsozialismus verließ Albert Theile Deutschland 1933 und reiste nach Paris. Noch im selben Jahr brach er von Frankreich aus zu einer zweijährigen Weltreise auf, die ihn mit dem Schiff zunächst nach Indien und anschließend weiter nach in die Republik China, Japan und in die USA führte. Ein Empfehlungsschreiben des französischen Schriftstellers Romain Rolland erleichterte ihm unterwegs die Kontaktaufnahme zu Schriftstellern und Künstlerkreisen. Albert Theile eignete sich auf der Reise tiefgreifendes Wissen u. a. über die asiatische Kultur an, wie sein 3-bändiges, 1955 erschienenes Werk Die Kunst der außereuropäischen Völker belegt. Den zweiten Band dieser Publikation widmete er den japanischen Übersetzern und Schriftstellern Toshihiko Katayama (1898–1961) und Takeyama Michio (1903–1984), die er auf seiner Reise kennengelernt hatte.
Im Jahr 1936, nach der Rückkehr von seiner Weltreise, emigrierte Albert Theile nach Norwegen. Dort lebte er bis April 1940 in Oslo. Durch den Einmarsch deutscher Truppen erneut zur Flucht gezwungen, entkam Theile nach Schweden. Anschließend floh er über Russland, China und Japan bis nach Santiago de Chile in Chile, wo er in den Weihnachtstagen des Jahres 1940 mit dem Schiff eintraf und später eine Professur erhielt.

### Publizistische Arbeit im Exil: „Die Deutschen Blätter“
Im neutralen Chile gründete Albert Theile 1942 zusammen mit Udo Rukser, einem deutschen Anwalt und Kunstsammler, der ein Jahr vor ihm aus Deutschland geflüchtet war, die Exil-Zeitschrift Deutsche Blätter – für ein europäisches Deutschland, gegen ein deutsches Europa. Die „Deutschen Blätter“ entwickelten sich zu einem Sprachrohr der überparteilichen Opposition gegen Hitler. Zu den Autoren, die Theile und Rukser für die Zeitschrift gewinnen konnten, gehörten prominente Exil-Schriftsteller und Intellektuelle wie Thomas Mann, Carl Zuckmayer, Albert Schweitzer und C. G. Jung. Neben Politik war Literatur ein inhaltlicher Schwerpunkt der Zeitschrift, insbesondere die Förderung lateinamerikanischer Autoren und deren Übersetzung ins Deutsche. So erschienen in Deutsche Blätter auch von Albert Theile übertragene Texte von Autoren wie Gabriela Mistral, Pablo Neruda und Jorge Luis Borges.

### Rückkehr nach Europa, Arbeit als Kunsthistoriker, Übersetzer und Journalist
Im Jahr 1952 kehrte Theile aus dem Exil nach Europa zurück und zog mit seiner Familie in die Schweiz, nach Unterägeri. Beruflich bedingt war er auch weiterhin oft auf Reisen und hielt sich immer wieder längere Zeit im Ausland auf, z. B. in Rom, auf Mallorca und in Chile. In den folgenden Jahren trat Theile als Journalist, Übersetzer und Herausgeber südamerikanischer Literatur und Lyrik hervor. Fasziniert von der Kunst der Welt schrieb er zudem eine Reihe von Büchern, die sich mit den traditionellen Kulturen der verschiedenen Kontinente auseinandersetzen. Ein besonderer publizistischer Erfolg Albert Theiles war z. B. der Band Kunst in Afrika (1955), der in mehrere Sprachen übersetzt wurde.

### Die ZeitschriftenHumboldtundFikrun wa Fann
Neben seiner freien Mitarbeit beim Rundfunk, für den er unter anderem Beiträge für die Sendung Echo der Zeit verfasste, blieb es Albert Theiles besonderes Ziel, Zeitschriften zu konzipieren und zu gestalten. Ein Symposium in Berlin, das den kulturellen Austausch von spanisch- und deutschsprachigen Schriftstellern fördern sollte, war 1960 Auftakt zur Gründung der  Zeitschrift Humboldt – Revista para el mundo ibérico, die in deutscher, portugiesischer und spanischer Sprache erschien. Inhaltliche Schwerpunkte waren, wie bereits bei den Publikationen, für die Theile zuvor gearbeitet hatte, vor allem kulturelle und wissenschaftliche Themen. Ein besonderes Ziel der Zeitschrift war der kulturelle Dialog zwischen lateinamerikanischer und europäischer Welt.
1963, nur wenige Jahre nach der Gründung von Humboldt, entstand unter Mitwirkung Albert Theiles eine weitere Zeitschrift, diesmal mit dem Ziel, kulturelle Brücken zwischen deutschsprachigen und islamischen Ländern zu schlagen. Ihr Name war Fikrun wa Fann (= Gedanken und Kunst). Albert Theile war ihr erster Chefredakteur und prägte in dieser Funktion, gemeinsam mit der Orientalistin Annemarie Schimmel bis 1982 maßgeblich den Inhalt und die konzeptionelle Ausrichtung der Publikation.

### Ehrung mit dem Friedrich-Rückert-Preis. Letzte Lebensjahre in Bern
Im Jahr 1971 erhielt Albert Theile den Friedrich-Rückert-Preis, in Würdigung seiner zahlreichen Übersetzungen und Anthologien von Schriftstellern verschiedener Kulturkreise. Neben lateinamerikanischen und japanischen Dichtern hatte er auch Werke skandinavischer Epiker, Gaucho-Literatur und Lyrik der indigenen Völker Mexikos und Perus übersetzt. 1974 zog Albert Theile nach Bern. Bis zuletzt arbeitete er als Autor für Zeitschriften, die neben dem Reisen ein besonders wichtiger Lebensinhalt für ihn waren.
Als Albert Theile 1986 starb, ging nicht nur ein erfahrener Journalist und Übersetzer, sondern auch „ein Mann von weitgespannten Interessen, ein phantasiebegabter und faszinierender Erzähler, ein bis an sein Ende begeisterungsfähiger Mensch dahin, der seine Ideen in immer neuen Versuchen einer grenzüberschreitenden Kulturwissenschaft zu realisieren suchte“, schrieb Annemarie Schimmel in ihrem Nachruf.

## Familie
Theile war in zweiter Ehe verheiratet mit Angelika Theile, geborene Becker, der Tochter des österreichischen Botschafters in Chile.

## Auszeichnungen
- 1965: Großes Verdienstkreuz der Bundesrepublik Deutschland
- 1970: Mitgliedschaft im PEN-Zentrum der BRD
- 1971: Friedrich-Rückert-Preis der Stadt Schweinfurt

## Schriften (Auswahl)
- Die Böttcherstrasse. Idee und Gestaltung. Angelsachsen-Verlag, Bremen 1930.
- als Hrsg.: Nippon. 1933–1934.
- als Hrsg.: Generation. 1940.
- als Hrsg.: Deutsche Blätter. 1943–1946.
- Die Kunst der außereuropäischen Völker. 1. Band: Die Kunst der Naturvölker. Die Kunst Amerikas. 2. Band: Die Kunst Amerikas, Indiens u. des Islams. 3. Band: Die Kunst des Fernen Ostens. Standard-Verlag, Hamburg 1955.
- Schwan im Schatten – Lateinamerikanische Lyrik von heute. (Übertragung und Einleitung) Deutsche Hausbücherei; Hamburg/Berlin 1955.
- Außereuropäische Kunst von den Anfängen bis heute. 1956 ff.
- als Hrsg.: Humboldt. 1960–1982.
- als Hrsg.: Fikrun wa fann. 1963–1982.
- Unter dem Kreuz des Südens. Erzählungen aus Mittel- und Südamerika. Manesse Verlag, Zürich 1956. (Neuauflage: 1988, ISBN 3-7175-1412-1)
- als Hrsg. und Übersetzer: Gabriela Mistral: Gedichte. Unter Mitwirkung von Heinz Müller und Gisela Pape. Luchterhand Verlag, 1958.
- Spanische Erzähler aus dem 14. bis 17. Jahrhundert: - Miguel de Cervantes Saavedra, Lope Felix de Vega Carpio, Tiro de Molina, Alonso de Castillo Solorzano. Manesse Verlag, Zürich 1958.
- Bebendes Herz der Pampa. Gaucho-Dichtung. Verlag Die Arche, Zürich 1959.
- Bernhard Hoetger. Monographien zur rheinisch-westfälischen Kunst der Gegenwart. Band 17. Bongers Verlag, Recklinghausen 1960.
- Kunst in Afrika. 1961; Chr. Belser Verlag, Stuttgart 1982, ISBN 3-7630-1802-6.
- Es tagt die Erde. Indianerdichtung aus dem südlichen Amerika. Verlag Die Arche, Zürich 1962.
- Lateinamerika erzählt. Fischer Verlag, Frankfurt/Hamburg 1962.

## Sekundärliteratur
- Walter Habel (Hrsg.): Wer ist wer? Das deutsche Who’s who. 24. Ausgabe. Schmidt-Römhild, Lübeck 1985, ISBN 3-7950-2005-0, S. 1241.
- Martin Schumacher: „Wir wollten als Deutsche nicht abseits stehen“ – die Herausgeber der „Deutschen Blätter“ in Santiago de Chile, Udo Rukser (1892–1971) und Albert Theile (1904–1986). In: Bastian Hein, Manfred Kittel, Horst Möller (Hrsg.): Gesichter der Demokratie. Porträts zur deutschen Zeitgeschichte. Oldenbourg Verlag, München 2012, ISBN 978-3-486-71512-5, S. 98–108.
- Annemarie Schimmel: Zum Andenken an Albert Theile, einen großen Literaturvermittler. In: Jahrbuch der Rückert-Gesellschaft. 10, 1996, S. 185–194.
- Albert Theile: Dankesrede anlässlich des Friedrich-Rückert-Preises 1971 in Schweinfurt. In: Jahrbuch der Rückert-Gesellschaft. 10, 1996, S. 170–184.
- Theile, Albert, in: Werner Röder, Herbert A. Strauss (Hrsg.): Biographisches Handbuch der deutschsprachigen Emigration nach 1933. Band 1: Politik, Wirtschaft, Öffentliches Leben. München : Saur 1980, S. 760